# بات روبرتس
بات روبرتس (بالإنجليزية: Pat Roberts)‏ (و. 1936  م) هو سياسي، وضابط، وصحفي، ومالك صحيفة أمريكي، ولد في توبيكا، هو عضوٌ في الحزب الجمهوري، شارك في 2014 United States Senate election in Kansas ‏، و2002 United States Senate election in Kansas ‏، و2008 United States Senate election in Kansas ‏، و1996 United States Senate election in Kansas ‏، ويحمل رتبة عسكرية نقيب.

## مناصب
تولى منصب عضو مجلس الشيوخ الأمريكي (3 يناير 2017–3 يناير 2019)، وعضو مجلس الشيوخ الأمريكي (6 يناير 2015–3 يناير 2017)، وعضو مجلس الشيوخ الأمريكي (3 يناير 2013–3 يناير 2015)، وعضو مجلس الشيوخ الأمريكي (3 يناير 2011–3 يناير 2013)، وعضو مجلس الشيوخ الأمريكي (6 يناير 2009–3 يناير 2011)، وعضو مجلس الشيوخ الأمريكي (3 يناير 2007–3 يناير 2009)، وعضو مجلس الشيوخ الأمريكي (3 يناير 2005–3 يناير 2007)، وعضو مجلس الشيوخ الأمريكي (7 يناير 2003–3 يناير 2005)، وعضو مجلس الشيوخ الأمريكي (3 يناير 2001–3 يناير 2003)، وعضو مجلس الشيوخ الأمريكي (3 يناير 1999–3 يناير 2001)، وعضو مجلس الشيوخ الأمريكي (7 يناير 1997–3 يناير 1999)، وعضو مجلس الشيوخ الأمريكي (منذ 3 يناير 1997)، وعضو مجلس النواب الأمريكي (4 يناير 1995–3 يناير 1997)، وعضو مجلس النواب الأمريكي (5 يناير 1993–3 يناير 1995)، وعضو مجلس النواب الأمريكي (3 يناير 1991–3 يناير 1993)، وعضو مجلس النواب الأمريكي.

## التعليم
تعلم في جامعة ولاية كنساس، وتحصل منها على بكالوريوس في الفنون (حتى 1958)، ومدرسة ابتدائية.

## الخدمة العسكرية
خدم في قوات مشاة بحرية الولايات المتحدة (1958–1962).